# Solenangis clavata
Solenangis clavata är en orkidéart som först beskrevs av Robert Allen Rolfe, och fick sitt nu gällande namn av Rudolf Schlechter. Solenangis clavata ingår i släktet Solenangis och familjen orkidéer. Inga underarter finns listade i Catalogue of Life.